# Лаша Гогітадзе
Лаша Гогітадзе (груз. ლაშა გოგიტიძე; нар. 4 червня 1987, Кутаїсі, Імеретія) — грузинський борець греко-римського стилю, бронзовий призер чемпіонату світу серед юніорів, дворазовий бронзовий призер чемпіонатів Європи серед юніорів, учасник Олімпійських ігор.

## Життєпис
Боротьбою почав займатися з 1997 року.
Тренери — Квітша Гогітадзе (з 1997), Мераб Дарчія (з 2005).

## Спортивні результати на міжнародних змаганнях

### Виступи на Олімпіадах
| Змагання                    | Збірна | Вагова категорія                 | Місце |
| --------------------------- | ------ | -------------------------------- | ----- |
| Літні Олімпійські ігри 2008 | Грузія | греко-римська боротьба, до 55 кг | 10    |

### Виступи на Чемпіонатах світу
| Змагання                        | Збірна | Вагова категорія                 | Місце |
| ------------------------------- | ------ | -------------------------------- | ----- |
| Чемпіонат світу з боротьби 2010 | Грузія | греко-римська боротьба, до 55 кг | 17    |
| Чемпіонат світу з боротьби 2011 | Грузія | греко-римська боротьба, до 55 кг | 32    |

### Виступи на Чемпіонатах Європи
| Змагання                         | Збірна | Вагова категорія                 | Місце |
| -------------------------------- | ------ | -------------------------------- | ----- |
| Чемпіонат Європи з боротьби 2009 | Грузія | греко-римська боротьба, до 55 кг | 5     |
| Чемпіонат Європи з боротьби 2010 | Грузія | греко-римська боротьба, до 55 кг | 5     |
| Чемпіонат Європи з боротьби 2011 | Грузія | греко-римська боротьба, до 55 кг | 7     |
| Чемпіонат Європи з боротьби 2013 | Грузія | греко-римська боротьба, до 55 кг | 10    |
| Чемпіонат Європи з боротьби 2014 | Грузія | греко-римська боротьба, до 59 кг | 14    |

### Виступи на Кубках світу
| Змагання                    | Збірна | Вагова категорія                 | Місце |
| --------------------------- | ------ | -------------------------------- | ----- |
| Кубок світу з боротьби 2008 | Грузія | греко-римська боротьба, до 55 кг | 8     |
| Кубок світу з боротьби 2010 | Грузія | греко-римська боротьба, до 55 кг | 5     |

### Виступи на інших змаганнях
| Змагання                                                         | Збірна | Вагова категорія                 | Місце  |
| ---------------------------------------------------------------- | ------ | -------------------------------- | ------ |
| Олімпійський кваліфікаційний турнір з боротьби 2008 (Роме-Остія) | Грузія | греко-римська боротьба, до 55 кг | Бронза |
| Золотий Гран-прі з боротьби 2008                                 | Грузія | греко-римська боротьба, до 55 кг | Срібло |
| Золотий Гран-прі з боротьби 2009                                 | Грузія | греко-римська боротьба, до 55 кг | 15     |
| Золотий Гран-прі з боротьби 2010 (Тбілісі)                       | Грузія | греко-римська боротьба, до 55 кг | Золото |
| Золотий Гран-прі з боротьби 2010 (Баку)                          | Грузія | греко-римська боротьба, до 55 кг | 10     |
| Турнір Дана Колова — Николи Петрова 2011                         | Грузія | греко-римська боротьба, до 55 кг | 9      |
| Турнір Г. Картозія і В. Балавадзе 2011                           | Грузія | греко-римська боротьба, до 55 кг | Золото |
| Золотий Гран-прі з боротьби 2011 (Баку)                          | Грузія | греко-римська боротьба, до 55 кг | 13     |
| Кубок Владислава Пітласинські 2011                               | Грузія | греко-римська боротьба, до 60 кг | 26     |
| Меморіал Олега Караваєва 2011                                    | Грузія | греко-римська боротьба, до 55 кг | Бронза |
| Олімпійський кваліфікаційний турнір з боротьби 2012 (Тайюань)    | Грузія | греко-римська боротьба, до 55 кг | ?      |
| Золотий Гран-прі з боротьби 2013 (Сомбатгей)                     | Грузія | греко-римська боротьба, до 60 кг | 7      |
| Золотий Гран-прі з боротьби 2013 (Баку)                          | Грузія | греко-римська боротьба, до 60 кг | 12     |
| Золотий Гран-прі з боротьби 2014 (Париж)                         | Грузія | греко-римська боротьба, до 59 кг | Бронза |
| Золотий Гран-прі з боротьби 2014 (Сомбатгей)                     | Грузія | греко-римська боротьба, до 59 кг | 17     |

### Виступи на змаганнях молодших вікових груп
| Змагання                                       | Збірна | Вагова категорія                 | Місце  |
| ---------------------------------------------- | ------ | -------------------------------- | ------ |
| Чемпіонат Європи з боротьби серед кадетів 2003 | Грузія | греко-римська боротьба, до 46 кг | 9      |
| Чемпіонат Європи з боротьби серед кадетів 2004 | Грузія | греко-римська боротьба, до 50 кг | 8      |
| Чемпіонат світу з боротьби серед юніорів 2005  | Грузія | греко-римська боротьба, до 50 кг | 13     |
| Чемпіонат Європи з боротьби серед юніорів 2006 | Грузія | греко-римська боротьба, до 50 кг | Бронза |
| Чемпіонат світу з боротьби серед юніорів 2006  | Грузія | греко-римська боротьба, до 50 кг | Бронза |
| Чемпіонат Європи з боротьби серед юніорів 2007 | Грузія | греко-римська боротьба, до 55 кг | Бронза |
| Чемпіонат світу з боротьби серед юніорів 2007  | Грузія | греко-римська боротьба, до 55 кг | 14     |